# Green Card (filme)
Green Card (br: Green Card - Passaporte para o Amor / pt: Casamento por Conveniência) é um filme co-produzido pelos Estados Unidos, Austrália e França de 1990, uma comédia romântica escrita, produzida e dirigida por Peter Weir e estrelado por Gérard Depardieu e Andie MacDowell. O roteiro se concentra em uma mulher americana que entra em um casamento por conveniência com um francês para que ele possa obter um green card e permanecer nos Estados Unidos. Depardieu ganhou o Globo de Ouro de Melhor Ator. O filme ganhou o Globo de Ouro de Melhor Filme - Musical ou Comédia, e foi nomeado para um Oscar de Melhor Roteiro Original.

## Sinopse
Para obter o seu green card e permanecer legalmente nos EUA, músico francês se casa por conveniência com americana que, por sua vez, vai tirar vantagem disso porque quer morar num prédio proibido para solteiros. As complicações surgem, porém, quando os dois realmente se apaixonam.

## Elenco
- Gérard Depardieu .... Georges Faure
- Andie MacDowell .... Brontë Mitchell Faure
- Bebe Neuwith .... Lauren Adler
- Gregg Edelman .... Phil
- Robert Prosky .... Advogado de Brontë
- Jessie Keosian .... Sra. Bird
- Ethan Phillips .... Gorsky
- Mary Louise Wilson .... Sra. Sheehan
- Lois Smith .... Mãe de Brontë
- Conrad McLaren .... Pai de Brontë
- Ronald Guttman .... Anton

## Curiosidades
- Estreia de Gérard Depardieu em filme de língua inglesa.[2]

## Premiações
Oscar
- Recebeu uma indicação na categoria de Melhor Roteiro Original.

Globo de Ouro
- Ganhou 2 Globos de Ouro, nas seguintes categorias: Melhor Filme - Comédia/Musical e Melhor Ator - Comédia/Musical (Gérard Depardieu). Foi ainda indicado na categoria de Melhor Atriz - Comédia/Musical (Andie MacDowell).

BAFTA
- Recebeu uma indicação ao BAFTA na categoria de Melhor Roteiro Original.